# Hugo Richter
Hugo Richter (1. listopadu 1863 Citov – 11. února 1945 Praha) byl moravský advokát, tenorista, politický a historický publicista.

## Životopis
Narodil se v rodině Josefa Richtra (1841/1842) c. k. šikovatele u pěšího pluku č. 54 a Josefiny Richtrové-Pazdirkové (1839/1840) dcery učitele v Citově. Se svou ženou Emilií Richtrovou-Mráčkovou (1871), se kterou se později rozvedl, měl dva syny: Huga (1895) a Ladislava.
Vystudoval Slovanské gymnázium v Olomouci a práva na Právnické fakultě Karlovy Univerzity (1887–1892). Advokátem byl v Lipníku nad Bečvou, v Olomouci a později v Praze na Žižkově.
Mezitím se věnoval pěvecké dráze: byl operním pěvcem – tenoristou, zpíval ve zpěváckém spolku Přerub v Přerově, v pěvecko-hudebním spolku Akademický sbor Žerotín, působícím při Moravské filharmonii Olomouc. Vystoupil pohostinsky v Národním divadle (jako Hugo Dvořák), působil u pražského Nového německého divadla, v Kielu, krátce u Východočeského divadla Pardubice a nakonec v Praze v Divadle na Vinohradech.
V časopisu Česká otázka publikoval odborné články z oborů veřejně politického, kulturně historického a historického. Používal též pseudonym Bruno Decorti. Od roku 1892 byl členem Matice moravské. V Praze XI Žižkov bydlel na Kostnickém náměstí 635/3.

## Dílo

### Studie
- Česká politika a otázka slovanské vzájemnosti v Rakousku – časová studie politická. Hranice: vlastním nákladem, 1901
- Kollárova idea slovanská a náš program – studie kulturně-politická. Olomouc: v. n., 1902
- Analýza idejí našeho národního probuzení a obrození začátkem století XIX – 1902
- Slovanské kapitoly z české historie: 1. Význam slovanské liturgie v době zřízení biskupství pražského; 2. Slovo k otázce cyrilo-metodějské – Olomouc: Romuald Promberg, 1922
- O existenci a významu slovanské liturgie v Čechách v IX. a X. století – 1922